# Chirodisca astyages
Chirodisca astyages är en insektsart som först beskrevs av Dlabola 1981.  Chirodisca astyages ingår i släktet Chirodisca och familjen Caliscelidae. Inga underarter finns listade i Catalogue of Life.